# AD Aerospace
AD Aerospace est une entreprise britannique installée près de Manchester qui produit une gamme de caméras vidéo destinées à l’industrie aérospatiale et des systèmes de sécurité et de surveillance pour le cockpit, la cabine et les soutes des avions de transport. Possédant des implantations à Atlanta, Géorgie (États-Unis) et à Singapour, AD Aerospace fait partie de AD Holding PLC. AD Aerospace a également mis en place en Grande-Bretagne à partir de 1998 un réseau d’aéro-clubs destinés à réduire le coût d’obtention de la licence de pilote privé après la mise en place de la réglementation JARFCL qui allonge le nombre d’heures de vol nécessaires à l’obtention de la licence. Ce réseau porte le nom de Club Thorp, car il s’appuie sur l’utilisation du biplace Throp T-211 Sky Scooter, rebaptisé en Grande-Bretagne AD Aerospace T-211.